# Svart Kung
Svart kung är en svensk film från 2014 i regi av Ronnie Brolin, som tar upp frågor kring grupptryck, våld, droger och kriminalitet. Filmen hade premiär i Falkenberg den 15 mars 2014.

## Handling
Handlingen kretsar kring karaktären Leons uppväxt och hur han fastnar i drogmissbruk och kriminalitet. Schackspelet används som en metafor till livet.

## Tillkomst
Svart kung är inspelad i Falkenberg med syfte att skapa förebyggande diskussion kring kriminalitet, grupptryck och våld. Historien är baserad på verkliga händelser och samtal med ungdomar, myndighetspersoner och samhällsfrämjande organisationer.

## Rollista (i urval)
- Rikard Björk – Leon
- Alexander Strömberg – Unge Leon
- Hans Mosesson – Johannes
- Emelie Arborén – Linn
- Rebecca Svensson – Unga Linn
- Kristin Högberg – Hanna
- Arash Bolouri – Amir
- Tomas Anshelm – Josef
- Annika Andersson – Leons mamma
- Jojje Jönsson – Leons pappa